# Жехово-Ґаць
Жехово-Ґаць (пол. Rzechowo-Gać) — село в Польщі, у гміні Сипнево Маковського повіту Мазовецького воєводства.
Населення — 123 особи (2011).
У 1975-1998 роках село належало до Остроленцького воєводства.

## Демографія
Демографічна структура станом на 31 березня 2011 року:
|          | Загалом | Допрацездатний вік | Працездатний вік | Постпрацездатний вік |
| -------- | ------- | ------------------ | ---------------- | -------------------- |
| Чоловіки | 69      | 14                 | 40               | 15                   |
| Жінки    | 54      | 8                  | 27               | 19                   |
| Разом    | 123     | 22                 | 67               | 34                   |